# Echinotriton
Echinotriton é um género de salamandra da família Salamandridae.
Este género contém as seguintes espécies:
- Echinotriton andersoni (Boulenger, 1892)
- Echinotriton chinhaiensis Chang, 1932Referências

1. ↑  «Echinotriton Nussbaum and Brodie, 1982 | Amphibian Species of the World». research.amnh.org (em inglês). Consultado em 1 de maio de 2018